# Energia endosomàtica
L'energia endosomàtica és l'energia que contenen els aliments, un cop transformada, i que fa possible les activitats vitals de les cèl·lules d'un ésser viu. L'energia endosomàtica va lligada al metabolisme dels organismes, mentre que l'energia que consumeixen per a viure, però que circula fora del metabolisme, és l'energia exosomàtica. Aquesta diferenciació és habitual en ecologia i, en general, quan es parla de la disponibilitat i circulació d'energia i nutrients en un ecosistema. Terme contraposat a l'energia exosomàtica que és la que ajuda a mantenir la vida i l'organització dels ecosistemes, però que no flueix ni que s'aconsegueix per la degradació en els canvis del metabolisme somàtic.
El consum mitjà mundial anual per persona d'energia endosomàtica és d'uns 120 W, és a dir, aproximadament un milió de calories. Alguns autors es basen en aquest fet quan estudien el consum exosomàtic d'energia i, en comptes de dir, per exemple, «el mateix», «el doble» o «sis i mig vegades més», han creat una unitat de mesura, l'esclau (o esclau energètic) que equival a aquests 120 Watts o consum mitjà humà d'energia endosomàtica.
En l'espècie humana, el consum mitjà per persona al món d'energia endosomàtica s'ha triplicat des del Paleolític fins a l'actualitat, però no de manera homogènia a tot el món. Als països subdesenvolupats, el consum és el mateix o fins i tot inferior que en el Paleolític, mentre que al primer món aquest n'ha augmentat molt més. Es considera que l'energia endosomàtica necessària per a subsistir una persona és d'unes 3.000 quilocalories per dia, depenent de l'edat, sexe i l'activitat (exercici físic), mentre que un habitant del primer món pot menjar fins al triple d'aquesta ració. Aquest fet és l'origen de les anomenades malalties del primer món o malalties dels rics, fonamentades en l'obesitat i el sedentarisme i que poden comportar problemes cardiovasculars.